# Crépuscule (film, 2014)
Pour les articles homonymes, voir Crépuscule (homonymie).
Pour plus de détails, voir Fiche technique et Distribution.
Crépuscule, sous titré la vache et le tracteur (Присмерк, Корова і трактор) est un film ukrainien de 2014 réalisé par Valentyn Vassianovytch. Il est cité dans la liste des 100 meilleurs films de l'histoire du cinéma ukrainien.

## Synopsis
Kostya, un photographe de mariage de 50 ans, traverse une crise de la quarantaine après que son père a été paralysé par une attaque et que sa petite amie l'a quitté.

## Fiche technique
- Titre original : ukrainien : Присмерк, Корова і трактор (Prysmerk, Korova i traktor)
- Réalisation : Valentyn Vassianovytch
- Production : Garmata Film Production, Ukrainian State Film Agency
- Pays de production :  Ukraine
- Langue originale : ukrainien
- Genre : documentaire
- Durée : 61 minutes
- Dates de sortie : Ukraine 22 mars 2014[1].

## Distribution
- Maria Vassianovytch
- Valentyn Vassianovytch[2].